# Джеймс Гамільтон, 7-й герцог Гамільтон
Джеймс Джордж Дуглас-Гамільтон (18 лютого 1755 — 7 липня 1769) — шотландський аристократ, VII герцог Гамільтон, IV герцог Брендон, IV маркіз Дуглас.

## Життєпис
Джеймс Джордж Дуглас-Гамільтон народився в палаці Голіруд. Він був старшим сином Джеймса Гамільтона  ,VI герцога Гамільтона, ІІІ герцога Брендон та Елізабет Каннінг (1733—1790) — баронесси Гамільтон з Гамелдон. При народженні отримав титул маркіза Клайдсдейл.
Отримав освіту в Ітонському коледжі. У січні 1758 році після смерті свого батька малолітній Джеймс Джордж Гамільтон успадкував титули герцога Гамільтон та герцога Брендон. У липні 1761 року після смерті бездітного родича Арчібальда Дугласа — ІІІ маркіза Дугласа, І герцога Дугласа Джеймс Джордж Дуглас-Гамільтон успадкував його володіння і отримав титул маркіза Дуглас.
7 липня 1769 року 14 річний Джеймс Джордж Дуглас-Гамільтон помер від хвороби, що перебігала з гарячкою, в палаці Гамільтон. Йому успадкував його молодший брат Дуглас Гамільтон — VIII герцог Гамільтон, V герцог Брендон, V маркіз Дуглас.